# Tann (Sankt Wolfgang)
Tann ist eine Gemarkung auf dem Gemeindegebiet von Sankt Wolfgang im oberbayerischen Landkreis Erding.
Sie liegt im Südwesten der Gemeinde und ist vollständig bewaldet. Auf der etwa 3,83 km² großen Gemarkung gibt es keine Siedlungen. Ihre Nachbargemarkungen sind Lappach, Pyramoos und Thonbach. Die Höhenlage ist zwischen 531 m ü. NHN ▼ und 608 m ü. NHN ▼. Die Fläche gehört zum Einzugsgebiet der Isen und wird durch verschiedene Bäche nach Westen über die Lappach und nach Osten über die Goldach entwässert.

## Geschichte
In der Uraufnahme von Anfang des 19. Jahrhunderts wird die Fläche als Königlicher Forst Tann bezeichnet.
Eine Karte im Heft 260 der Beiträge zur Statistik Bayerns von 1961 zeigt die Gemarkung Tann als gemeindefreies Gebiet im Landkreis Wasserburg am Inn, zwischen den Gemeinden Lappach, Pyramoos und Schnaupping. Auch in der ersten  Auflistung der gemeindefreien Gebiete in Bayern (1956) wird Tann als gemeindefreies Gebiet genannt. Zum Stichtag 1. Oktober 1966 hatte das gemeindefreie Gebiet Tann eine Fläche von 383,35 Hektar. Die Auflösung des gemeindefreien Gebietes erfolgte vor dem 2. April 1979.